# Bahnstrecke Is-sur-Tille–Culmont-Chalindrey
| Bahnhof Culmont-Chalindrey |                      |                                                      |                                                      |
| Streckennummer (SNCF): | 843 000              |                                                      |                                                      |
| Kursbuchstrecke (SNCF): | 155                  |                                                      |                                                      |
| Streckenlänge: | 44 km                |                                                      |                                                      |
| Spurweite: | 1435 mm (Normalspur) |                                                      |                                                      |
| Stromsystem: | 25 kV – 50 Hz ~      |                                                      |                                                      |
| Maximale Neigung: | 10 ‰                 |                                                      |                                                      |
| Streckengeschwindigkeit: | 120 km/h             |                                                      |                                                      |
| Zweigleisigkeit: | ja                   |                                                      |                                                      |
| |                      |                                                      |                                                      |
| \| \| \| Bahnstrecke Dijon-Ville–Is-sur-Tille von Dijon-Ville \| \| \| \| 346,5 \| Bahnstrecke Saint-Julien–Gray von Gray \| Bahnstrecke Saint-Julien–Gray von Gray \| \| \| 346,8 \| Is-sur-Tille \| 273 m \| \| \| 347,2 \| Ignon (20 m) \| Ignon (20 m) \| \| \| \| Bahnstrecke Saint-Julien–Gray nach Troyes \| \| \| \| 349,1 \| Tille (13 m) \| Tille (13 m) \| \| \| 355,4 \| Venelle (8 m) \| Venelle (8 m) \| \| \| 355,7 \| Selongey \| 293 m \| \| \| 356,1 \| A 31 \| A 31 \| \| \| 359,2 \| Département Côte-d’Or / Haute-Marne \| Département Côte-d’Or / Haute-Marne \| \| \| 360,4 \| Occey \| 303 m \| \| \| 367,6 \| Vaux-sous-Aubigny \| 276 m \| \| \| 371,7 \| Prauthoy \| 307 m \| \| \| 377,3 \| Villegusien \| 308 m \| \| \| 378,7 \| Canal de la Marne à la Saône (21 m) \| Canal de la Marne à la Saône (21 m) \| \| \| 383,3 \| Heuilley-Cotton \| 332 m \| \| \| 387,9 \| Le Pailly \| 328 m \| \| \| 390,4 \| Bahnstrecke Culmont-Chalindrey–Gray von Gray \| Bahnstrecke Culmont-Chalindrey–Gray von Gray \| \| \| \| Bahnstrecke Paris–Mulhouse von/nach Mulhouse \| \| \| \| \| Dépôt de Chalindrey \| \| \| \| 390,8 \| Culmont-Chalindrey \| 332 m \| \| \| \| Bahnstrecke Paris–Mulhouse nach Paris-Est \| \| |                      |                                                      |                                                      |
| Strecke |                      | Bahnstrecke Dijon-Ville–Is-sur-Tille von Dijon-Ville | Bahnstrecke Dijon-Ville–Is-sur-Tille von Dijon-Ville |
| Abzweig geradeaus und von rechts | 346,5                | Bahnstrecke Saint-Julien–Gray von Gray               | Bahnstrecke Saint-Julien–Gray von Gray               |
| Bahnhof | 346,8                | Is-sur-Tille                                         | 273 m                                                |
| Brücke über Wasserlauf | 347,2                | Ignon (20 m)                                         | Ignon (20 m)                                         |
| Abzweig geradeaus und nach links |                      | Bahnstrecke Saint-Julien–Gray nach Troyes            | Bahnstrecke Saint-Julien–Gray nach Troyes            |
| Brücke über Wasserlauf | 349,1                | Tille (13 m)                                         | Tille (13 m)                                         |
| Brücke über Wasserlauf | 355,4                | Venelle (8 m)                                        | Venelle (8 m)                                        |
| ehemaliger Bahnhof | 355,7                | Selongey                                             | 293 m                                                |
| Strecke mit Straßenbrücke | 356,1                | A 31                                                 | A 31                                                 |
| Grenze | 359,2                | Département Côte-d’Or / Haute-Marne                  | Département Côte-d’Or / Haute-Marne                  |
| ehemaliger Haltepunkt / Haltestelle | 360,4                | Occey                                                | 303 m                                                |
| Dienststation / Betriebs- oder Güterbahnhof | 367,6                | Vaux-sous-Aubigny                                    | 276 m                                                |
| ehemaliger Bahnhof | 371,7                | Prauthoy                                             | 307 m                                                |
| ehemaliger Bahnhof | 377,3                | Villegusien                                          | 308 m                                                |
| Brücke über Wasserlauf | 378,7                | Canal de la Marne à la Saône (21 m)                  | Canal de la Marne à la Saône (21 m)                  |
| ehemaliger Bahnhof | 383,3                | Heuilley-Cotton                                      | 332 m                                                |
| ehemaliger Haltepunkt / Haltestelle | 387,9                | Le Pailly                                            | 328 m                                                |
| Abzweig geradeaus und von rechts | 390,4                | Bahnstrecke Culmont-Chalindrey–Gray von Gray         | Bahnstrecke Culmont-Chalindrey–Gray von Gray         |
| Abzweig geradeaus, nach rechts und von rechts |                      | Bahnstrecke Paris–Mulhouse von/nach Mulhouse         | Bahnstrecke Paris–Mulhouse von/nach Mulhouse         |
| Abzweig geradeaus und von links |                      | Dépôt de Chalindrey                                  | Dépôt de Chalindrey                                  |
| Bahnhof | 390,8                | Culmont-Chalindrey                                   | 332 m                                                |
| Strecke |                      | Bahnstrecke Paris–Mulhouse nach Paris-Est            | Bahnstrecke Paris–Mulhouse nach Paris-Est            |

Die Bahnstrecke Is-sur-Tille–Culmont-Chalindrey ist eine zweigleisige Bahnstrecke in Frankreich. Diese Strecke ist als Einheit zu sehen zusammen mit der 32,6 km langen Bahnstrecke Dijon-Ville–Is-sur-Tille, die als Magistrale zwischen Dijon und Belfort gedacht war. In Is-sur-Tille stießen die beiden Netze der Chemins de fer de l’Est (EST) im Norden und der Compagnie des chemins de fer de Paris à Lyon et à la Méditerranée (PLM) aufeinander.

## Geschichte

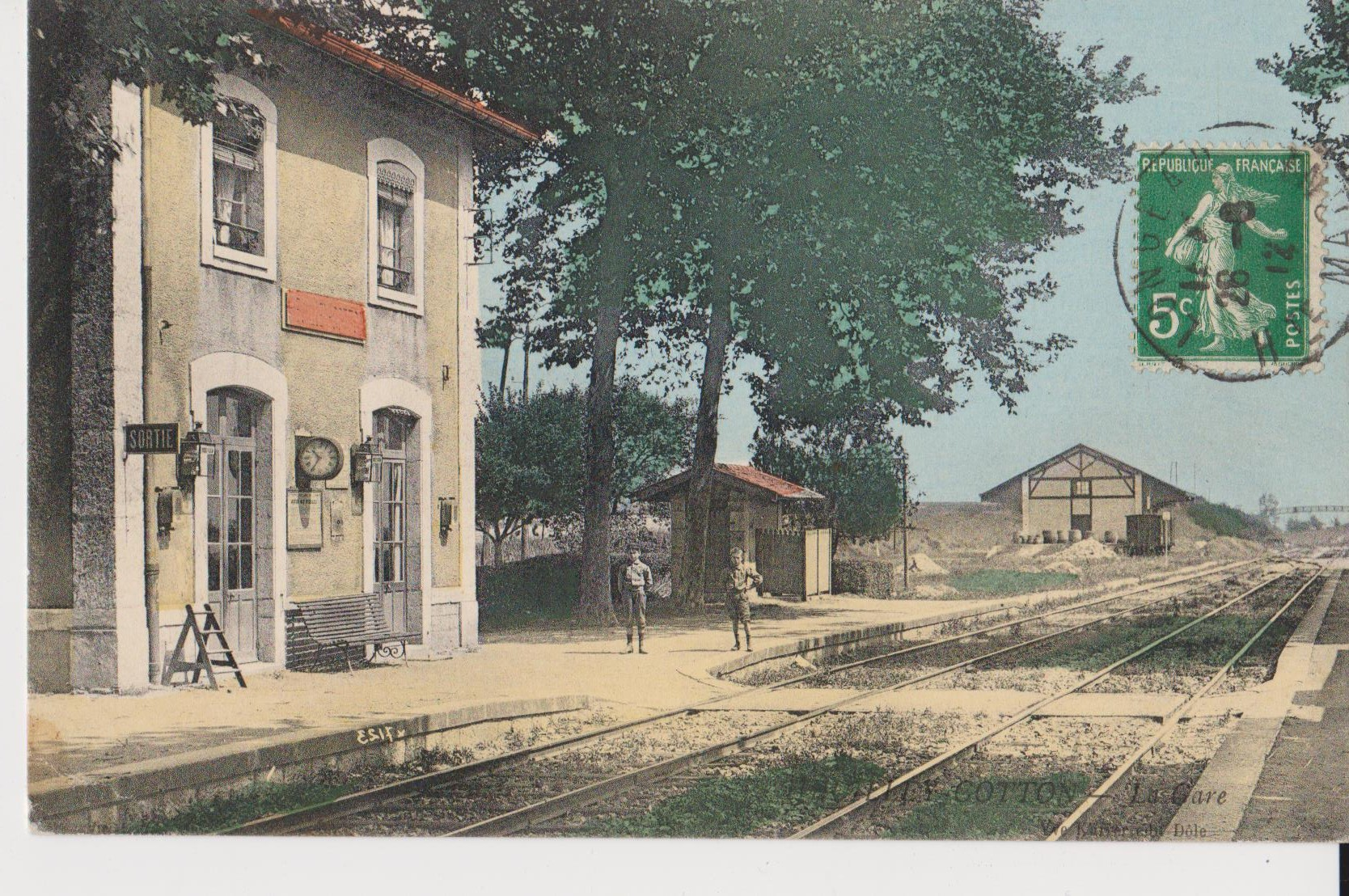
Bahnhof Heuilley-Cotton noch mit Weichen zwischen den Durchgangsgleisen; kolorierte Schwarzweiß-Aufnahme, 1912 oder früher

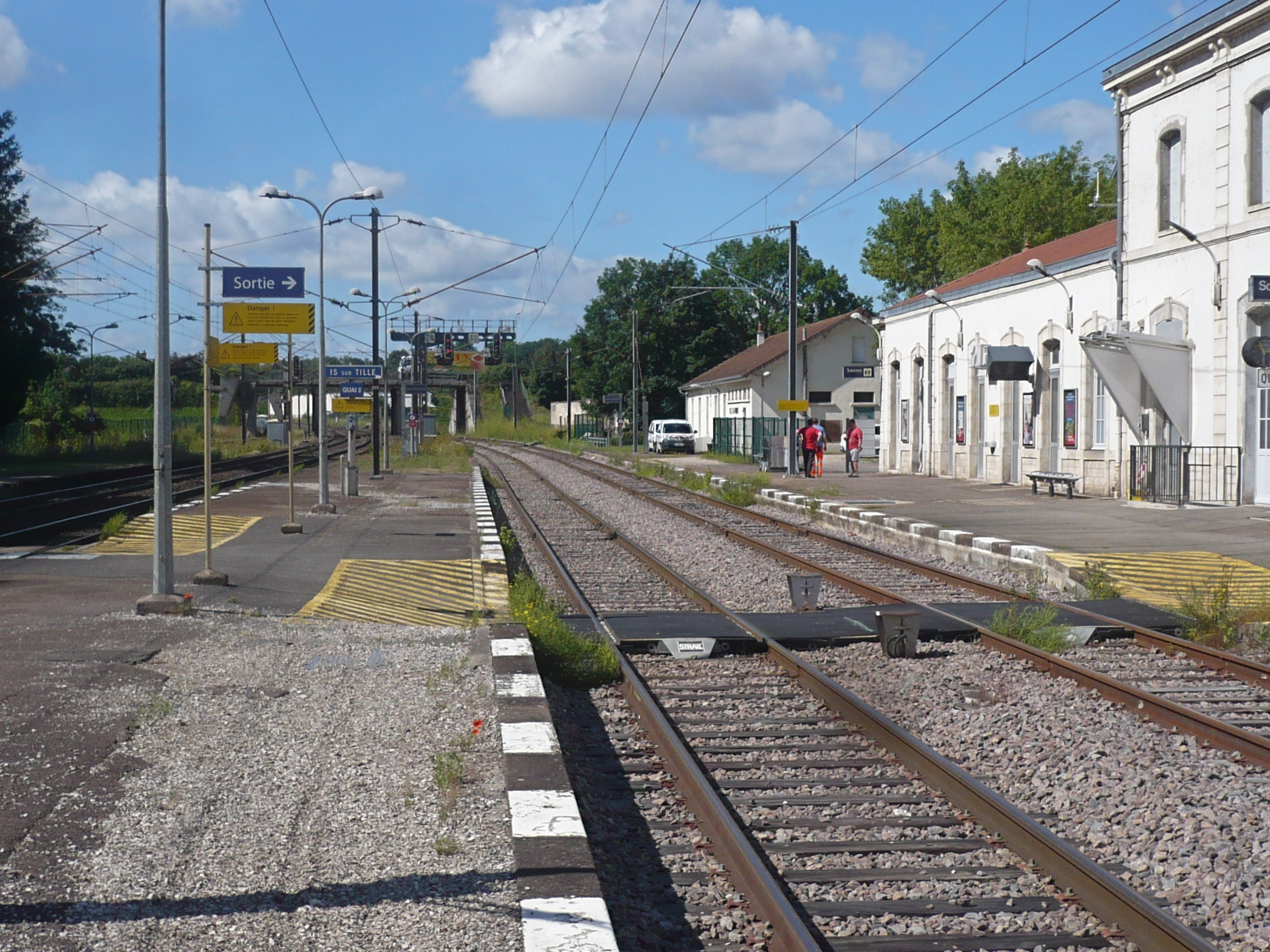
Bahnhof Is-sur-Tille in Marcilly-sur-Tille

Der Streckenbau begann in Is-sur-Tille gen Norden. Die Bahnstrecke Saint-Julien–Gray war zu diesem Zeitpunkt bereits fertiggestellt. Sie wurde zwar zunächst 1863 an die PLM konzessioniert und auch von ihr gebaut und ging zwischen Is-sur-Tille und Vaux-sous-Aubigny am 18. Mai 1874, der Restabschnitt am 16. Juli 1877 in Betrieb, ging dann aber mit Erlass zum Jahresende 1875 in Besitz der Chemins de fer de l’Est (EST), die auch die weitere Betriebsführung übernahm. Wegen starker Auslastung der Strecke wurde ab 1878 ein zweites Gleis verlegt. Diese Arbeiten zogen sich schrittweise über elf Jahre hin.
Während des Ersten Weltkriegs hatte diese Strecke eine besondere Wichtigkeit, da über sie schnell Truppen aus Süd- und Zentralfrankreich an die Front der Argonnen und bei Verdun gezogen werden konnten. 1919 errichtete die Amerikanische Militärverwaltung in Is-sur-Tille das Vorratslager Camp U.S. William mit mehreren Gleisen. Die Trasse der Bahnlinie wurde im Ersten Weltkrieg von den US-amerikanischen Sixteenth Engineers (Railway) und 800 deutschen Kriegsgefangenen unter französischer Aufsicht neu verlegt. Dazu erstellten sie mit einfachsten Werkzeugen vom 26. September 1917 bis 15. März 1918 zwei tiefe Einschnitte, wofür sie  25.000 m³ Steine brachen und mithilfe einer Decauville-Bahn 60.000 m³ Erde bewegten und 45.000 m³ Schotter-Bahndämme aufschütteten.
Zum Lager gehörte eine Großbäckerei, die bis zu eine Million Rationen Brot täglich backen konnte. Sie wurde als „die weltweit größte Bäckerei“ bezeichnet. Bereits zuvor hatte es hier in ausreichend großer Entfernung zur Front eine Militärstation gegeben. Während des Krieges wurden insgesamt über zwei Millionen Soldaten über diese Strecke transportiert.  Um dieses Zeitgeschehen auch 100 Jahre nach den Ereignissen in Erinnerung zu behalten, brachte die Französische Postverwaltung 2017 vier Sondermarken heraus, die dieses Lager thematisierte.
1935 wurde die Abstellanlage für Lokomotiven aufgelöst, weil kein Maschinenwechsel von Güterzügen zwischen den beiden Netzen mehr erforderlich war. Bis zum Zweiten Weltkrieg wurden die Anschlüsse zu dieser Strecke durch verschiedene Hochbauten kreuzungsfrei gemacht. Die strategische Bedeutung dieser Bahnstrecke war nach wie vor entsprechend hoch.
Zwischen dem 15. Mai 1940 und der Nacht vom 12. auf den 13. Juli 1944 lag diese Strecke in der von den Deutschen besetzten Zone und wurde von der Deutschen Reichsbahn verwaltet, die auch für den Transportverkehr der Wehrmacht zuständig war. Beim Abzug der Wehrmacht kam es zu vielfacher Zerstörung von Bahninfrastruktur, da die Alliierten massive Luftangriffe flogen, um die Rückzugsmöglichkeiten abzuschneiden.
Die Kilometrierung setzt sich von der Bahnstrecke Paris–Marseille fort.